# 庄城桥
庄城桥，位于江苏省常州市金坛白塔镇，是中华人民共和国江苏省文物保护单位之一。
2002年10月22日，授予江苏省文物保护单位，是一座古建筑。